# إستيل يانسي
إستيل يانسي (بالإنجليزية: Estelle Yancey)‏ هي مغنية أمريكية، ولدت في 1896 في القاهرة في الولايات المتحدة، وتوفيت في 19 أبريل 1986 في شيكاغو في الولايات المتحدة.

## وصلات خارجية
- إستيل يانسي على موقع الموسوعة البريطانية (الإنجليزية)
- إستيل يانسي على موقع ميوزك برينز (الإنجليزية)
- إستيل يانسي على موقع أول ميوزيك (الإنجليزية)
- إستيل يانسي على موقع ديسكوغز (الإنجليزية)